# جغرافیای پاکستان

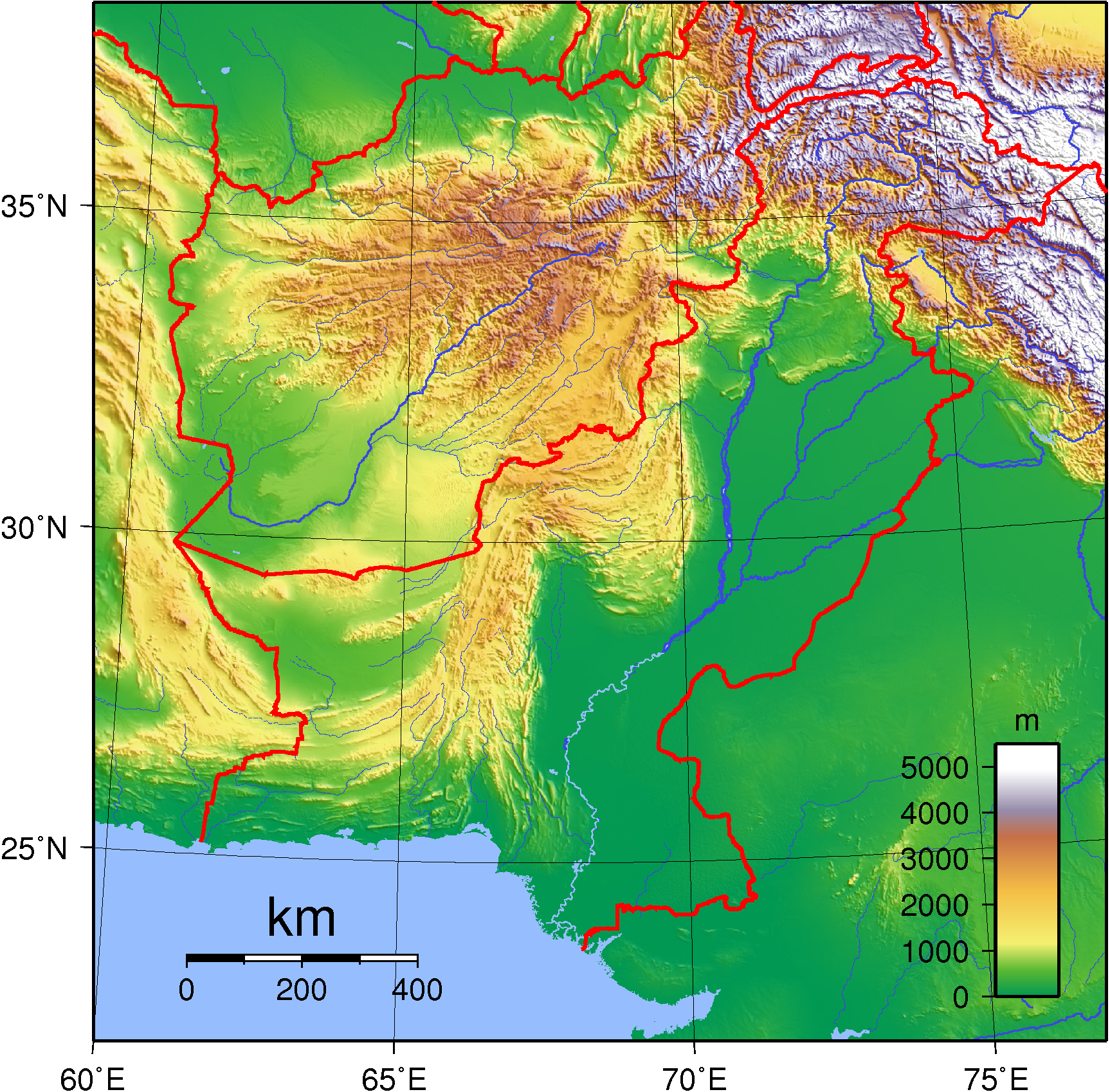
توپوگرافی پاکستان

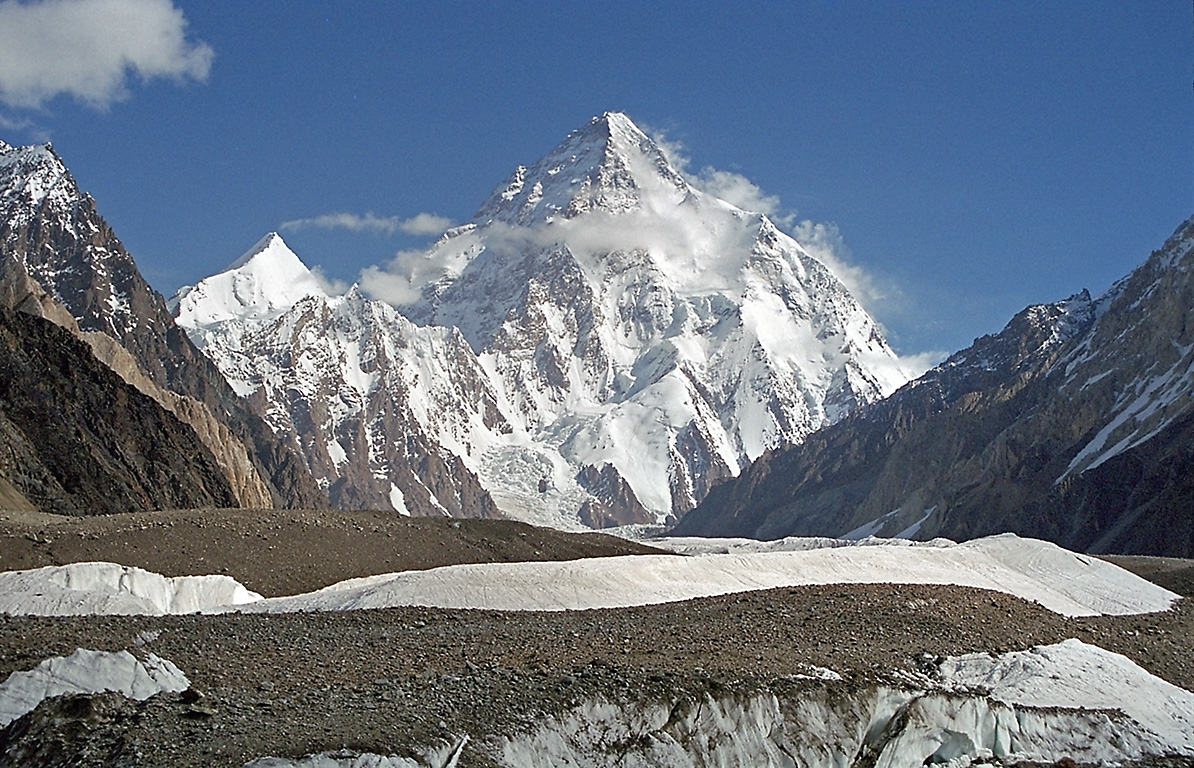
قله کی۲ دومین قله مرتفع جهان با ۸٬۶۱۱ متر ارتفاع در مرز پاکستان و چین

جغرافیای پاکستان آمیزه‌ای از دشت‌ها، بیابان‌ها، جنگل‌ها، تپه‌ها، و فلات‌هایی است که در گستره‌ای از کرانه‌های دریای عرب در اقیانوس هند در جنوب تا کوه‌های رشته‌کوه قره‌قروم در شمال جای گرفته‌اند.
پاکستان کشوری است در جنوب آسیا. این کشور از شرق با هندوستان، از شمال غرب با افغانستان و از غرب با ایران هم‌مرز است. در شمال شرق پاکستان هم چین با این کشور مرز دارد. این کشور در دو سوی خود مرزهایی بسیار پرمناقشه دارد که برای نمونه مرز پاکستان با هند در کشمیر و همواره باعث تنش نظامی است و مرز پاکستان با افغانستان در ارتباط با خط دیورند پیچیدگی‌های فراوانی برای دو طرف به ارمغان آورده‌است.
در سمت غربی کشور گذرگاه خیبر و دره بولان به عنوان مسیرهای سنتی مهاجرت بین اوراسیای مرکزی و آسیای جنوبی نقش داشته‌اند.
با ۷۹۶٬۰۹۶ کیلومتر مربع، پاکستان ۳۶مین کشور در جهان از نظر مساحت است. درازای خط ساحلی این کشور ۱۰۴۶ کیلومتر است. بلندترین نقطه این کشور قله کی۲ و پست‌ترین محل آن کرانه‌های دریای عرب است. طولانی‌ترین روز پاکستان هم رود سند و بزرگ‌ترین دریاچه کشور دریاچه هیچی است.

## زمین‌شناسی
از دیدگاه زمین‌شناختی، پاکستان با هر دو صفحهٔ زمین‌ساختی اوراسیا و هند همپوشانی دارد؛ به گونه‌ای که ایالت‌های سند و پنجاب بر روی گوشهٔ شمال باختری صفحهٔ هند، و ایالت بلوچستان و بیشتر خیبر پختونخوا بر روی صفحه اوراسیا گسترده‌اند.
بیشتر ایالت‌های گلگت-بلتستان و کشمیر آزاد بر روی بخش آسیای میانهٔ صفحه اوراسیا و در راستای لبهٔ صفحه هند گسترده‌اند، و از همین رو بسیار مستعد زمین‌لرزه‌های وحشتناکی‌اند که از برخورد این دو صفحهٔ به وجود می‌آیند.

## آب و هوا
پاکستان در منطقه معتدل، بلافاصله بالاتر از مدار رأس‌السرطان (پرگارهٔ خرچنگ) قرار دارد. آب و هوای آن از گرمسیری تا معتدل متفاوت است. اقلیم سواحل جنوب خشک است که دوره‌هایی از باران‌های موسمی به خود می‌بیند. 

نقشه سامانه طبقه‌بندی اقلیمی کوپن برای پاکستان.

بارش باران در مناطق مختلف کشور از کمتر از ۱۰ اینچ در سال تا بیش از ۱۵۰ اینچ در سال متغیر است. بارندگی در ایالت پنجاب زیاد است. آب‌وهوای مناطق این کشور بسیار متفاوتند به طوری که منطقه ساحلی در امتداد دریای عرب معمولاً گرم است، در حالی که کوهستان‌های برفی و یخ‌زده شمال کشور در رشته‌کوه قره‌قروم و سایر کوه‌های شمال در طول سال به حدی سرد است که تنها برای کوهنوردان چیره‌دست، و فقط برای چند هفته در سال در ماه‌های مه و ژوئن،  قابل دسترسی است.
پاکستان چهار فصل دارد: زمستان خشک و خنک که از ماه دسامبر تا فوریه با درجه حرارت ملایم مشخص می‌شود. بهار گرم و خشک از مارس تا ماه مه. فصل بارانی تابستانی یا دوره باران‌های موسمی جنوب غربی، از ژوئن تا سپتامبر؛ و دوره عقب‌نشینی باران‌های موسمی در اکتبر و نوامبر. زمان شروع و مدت زمان این فصول با توجه به مکان متفاوت است. 
آب و هوا در پایتخت کشور، اسلام‌آباد، از به‌طور متوسط ۵ درجه سانتی‌گراد در ژانویه تا میانگین روزانه ۴۰ درجه سانتی‌گراد در ژوئن تغییر می‌کند. نیمی از بارندگی سالانه این شهر در ماه‌های ژوئیه و اوت رخ می‌دهد که میانگین آن در هر دو ماه حدود ۳۰۰ میلی‌متر است. باقی‌مانده سال باران کمتری دارد و حدود ۱۰۰ میلی‌متر در ماه است. بارش تگرگ در اوایل بهار رایج است. 
بزرگترین شهر پاکستان، کراچی، که همچنین مرکز صنعتی این کشور است، از اسلام‌آباد مرطوب‌تر است اما بارندگی در آن به مراتب کمتر است. منطقه کراچی فقط در ماه‌های ژوئیه و اوت به‌طور متوسط بیش از ۵۰ میلی‌متر بارندگی به خود می‌بیند. در بقیه ماه‌ها این منطقه بسیار خشک است و بارندگی کمی دارد. دما نیز در کراچی نسبت به اسلام‌آباد یکنواخت‌تر است، از متوسط روزانه ۱۳ درجه سانتی‌گراد در غروب زمستان تا میانگین روزانه ۳۴ درجه سانتی‌گراد در روزهای تابستان. گرچه دمای هوا در تابستان به دماهای بالای پنجاب نمی‌رسد، رطوبت زیاد هوای کراچی آسایش را از اهالی می‌گیرد.

## مناطق جغرافیایی
پاکستان به سه منطقه جغرافیایی اصلی تقسیم می‌شود: ارتفاعات شمالی؛ دشت رودخانه ایندوس، با دو بخش اصلی که کمابیش متناظرند با ایالت‌های پنجاب و سند؛ و فلات بلوچستان. برخی از جغرافیدان‌ها مناطق اصلی دیگری را هم تعریف می‌کنند. برای نمونه، رشته‌کوه‌های در امتداد مرز غربی با افغانستان گاهی اوقات جدا از فلات بلوچستان در نظر گرفته می‌شوند؛ و در مرز شرقی با هند، در جنوب رودخانه سوتلج، بیابان تار ممکن است جدا از دشت ایندوس در نظر گرفته شود.

### بلندی‌های شمال
ارتفاعات شمالی شامل بخش‌هایی از هندوکش، کوهستان قره‌قوم و هیمالیا است. این منطقه شامل قله‌های مشهوری مانند کی۲ (کوه گودوین آستین، به بلندای ۸٬۶۱۱ متر، دومین قله بلند جهان) است. بیش از نیمی از قله‌های این منطقه از ۴۵۰۰ متر بلندترند و بیش از پنجاه قله به بالاتر از ۶۵۰۰ متر می‌رسند. سفر در این سرزمین دشوار و خطرناک است، اگرچه دولت در تلاش است مناطق خاصی از آن را به مناطق گردشگری و پیاده‌روی تبدیل کند. به دلیل ناهمواری زیاد منطقه و شداید آب‌وهوایی، ارتفاعات شمالی و بخش شرقی هیمالیا موانع بزرگی بر سر ورود به پاکستان در طول تاریخ بوده‌اند.
در جنوبِ ارتفاعات شمالی و غرب جلگه رودخانه سِند چند رشته‌کوه وجود دارد: رشته‌کوه سفیدکوه در امتداد مرز افغانستان؛ کوه‌های سلیمان؛ و کوهستان کرتار که مرز غربی ایالت سند را تعریف می‌کند و تقریباً به ساحل جنوبی می‌رسد. مناطق جنوبی‌تر به مراتب خشک‌تر از نواحی شمال غرب هستند و به زنجیره‌کوه‌هایی تقسیم می‌شوند که عموماً در ایالت بلوچستان به سمت جنوب غرب امتداد یافته‌اند. دره‌های شمالی‌جنوبی موجود در بلوچستان و سند، مهاجرت مردم در امتداد ساحل مکران در شرق دریای عرب به سمت دشت‌ها را محدود کرده‌است.
چندین تنگه بزرگ، زنجیرهٔ کوه‌ها را در امتداد مرز با افغانستان قطع می‌کنند. ازجمله آن‌هاست تنگه خوجک، در حدود هشتاد کیلومتری شمال غربی کویته در بلوچستان؛ تنگه خیبر در چهل کیلومتری غرب پیشاور و منتهی به کابل؛ و گذرگاه بروغل در منتهی‌الیه شمال که دسترسی به دالان واخان را فراهم می‌کند.
کمتر از یک پنجم از زمین‌های پاکستان قابلیت کشاورزی فعالانه را دارد. تقریباً تمام اراضی زراعی به‌طور فعال کشت می‌شود، اما بازده و برداشت آن‌ها مطابق استانداردهای جهانی کم است. کشت و زرع در کوه‌های شمال، بیابان‌های جنوب و فلات‌های غرب کشور کم و پراکنده‌است، اما حوضه رودخانه ایندوس در پنجاب و منطقه شمال سند دارای خاک حاصلخیز است که پاکستان را قادر می‌سازد تا جمعیت خود را، در شرایط عادی آب و هوایی، تغذیه کند.

## جلگه سند
نام رود سِند شکلی از سندهو سانسکریت و به معنی اقیانوس است. نام‌های هند و هندو هم از همین کلمه آمده‌اند. سرچشمه سند، یکی از رودخانه‌های بزرگ جهان، در جنوب غرب تبت، در حدود ۱۶۰ کیلومتری غرب سرچشمه رودخانه سُتلِج، است. ستلج نخست از پنجاب هندوستان می‌گذرد و در پنجاب پاکستان به سند می‌پیوندد.
حوضه آبریز سند تقریباً ۱ میلیون کیلومتر مربع تخمین زده می‌شود، و همه رودخانه‌های اصلی پاکستان - جهلم، چناب، رود کابل - به آن می‌ریزند. حوضه رودخانه سند یک جلگه آبرفتی بزرگ و حاصلخیز است که توسط رسوبات سند شکل گرفته‌است. تمدن‌های کشاورزی دست‌کم از ۵٬۰۰۰ سال پیش که در این منطقه ساکن شده‌اند.

## بلوچستان
بلوچستان در لبه شرقی فلات ایران و در منطقه مرزی بین جنوب غربی آسیا، آسیای مرکزی و آسیای جنوبی واقع شده‌است. این منطقه با مساحت  ۳۴۷٬۱۹۰ کیلومتر مربع در میان چهار ایالات پاکستان بزرگ‌ترین است و ۴۸ درصد از کل مساحت پاکستان را دربر می‌گیرد. در بلوچستان تراکم جمعیت به دلیل زمین‌های کوهستانی و کمبود آب بسیار کم است. منطقه جنوبی بلوچستان به مَکران معروف است و منطقه مرکزی به کلات. 
کوه‌های سلیمان بر گوشه شمال شرقی بلوچستان تسلط دارند و تنگه بولان یک مسیر طبیعی به افغانستان به سمت قندهار تشکیل داده است. بخش اعظم منطقه واقع در جنوب کویته محدوده زمین‌های کویری کم‌جمعیت و روستاهای پراکنده است که عمدتاً در نزدیکی رودخانه‌ها و جویبارها جای دارند. بزرگترین بیابان بلوچستان پاکستان کویر خاران است که بیشتر پهنه شهرستان خاران را پوشانده است.
بلوچستان پاکستان دستخوش زمین‌لرزه‌هایی پرشمار است زیرا در این منطقه صفحه زمین‌ساختی هند در حرکت خود به سمت شمال، از زیر به صفحه اوراسیا فشار می‌آورد تا هیمالیا را هر چه بیشتر به بالا برفرازد. منطقه پیرامون کویته بسیار مستعد زلزله است. در آنجا زلزله شدید سال ۱۹۳۱ با زمین‌لرزه مخرب‌تر سال ۱۹۳۵ دنبال شد. شهر کوچک کویته تقریباً به کلی نابود شد، و اقامتگاه نظامی مجاور نیز به شدت آسیب دید. دست‌کم ۲۰٬۰۰۰ نفر کشته شدند. لرزه‌ها در مجاورت کویته همچنان ادامه دارند و زمین‌لرزه‌های متعدد اخیر در این نواحی جان ده‌ها هزار نفر را گرفته است.

## کانی‌ها
محدوده نمک‌خیز فلات پوتهوار دارای ذخایر زیادی از نمک سنگ است. پاکستان دارای منابع معدنی فراوانی است، از جمله ذخایر نسبتاً قابل توجهی از سنگ گچ، سنگ آهک، کرومیت، سنگ آهن، سنگ نمک، نقره، طلا، سنگ‌های قیمتی، گوهرسنگ، سنگ مرمر، کاشی، مس، گوگرد، خاک نسوز و ماسه سیلیس.
چندین گونه از سنگ‌های قیمتی برای استفاده محلی و صادرات استخراج و جلا داده می‌شوند. منطقه اصلی این عملیات خیبر-پختونخوا و اخیراً گیلگیت-بالتستان است. این سنگ‌ها شامل اکتینولیت، گروسولار، رودینگیت، عقیق، وزوویانیت، روتیل، گوشنیت، سنگ قولنج، یاقوت، آمازونیت، اسپودومن، سرپانتین، آزوریت، کیانیت، اسپسارتیت، گوشنیت، مارگانیت، لعل، زمرد، سنگ ماه، توپاز، اپیدت، پارگاسیت، تورمالین، نارسنگ، زبرجد، فیروزه، گروسولار، کوارتز و وزوویانیت است. درآمد صادرات حاصل از این سنگ‌های قیمتی بیش از ۲۰۰ میلیون دلار است.